# Resolució 2407 del Consell de Seguretat de les Nacions Unides
La Resolució 2407 del Consell de Seguretat de les Nacions Unides fou adoptada per unanimitat el 21 de març de 2018. En aplicació de l'article 41 del Capítol VII de la Carta de les Nacions Unides, el Consell va ampliar el mandat del Panell d'Experts de 8 membres que controlava les sancions imposades a Corea del Nord fins al 24 d'abril de 2019. També es va demanar al Panell que presentés el seu informe abans del 7 de setembre de 2018 i el seu informe final abans del 14 de març de 2019.
El Panell fou creat per la resolució 1874 (2009) per tal de supervisar les sancions contra Corea del Nord, ampliades per les resolucions 2270 (2016), 2321 (2016), 2356 (2017), 2371 (2017), 2375 (2017) i 2397 (2017).